# Haale
Haale ist eine Gemeinde im Kreis Rendsburg-Eckernförde in Schleswig-Holstein. Nienrade, Marsch, Lust, Knüll, Steinberg, Saaland, Oland, Wettersberg und Koppelreihe liegen im Gemeindegebiet.

## Geografie und Verkehr
Haale liegt 16 km südwestlich von Rendsburg am Südufer des Nord-Ostsee-Kanals. Östlich verläuft die Bundesstraße 77 von Rendsburg nach Itzehoe.  Im Westen der Gemeinde verläuft die Haaler Au. Dort  liegen Teile des NATURA 2000-Gebietes FFH-Gebiet Haaler Au und des europäischen Vogelschutzgebietes Haaler Au, als auch Teile des FFH-Teilgebietes Haaler Gehege des FFH-Gebietes Wälder der nördlichen Itzehoer Geest.

## Politik

### Gemeindevertretung
Bei der Kommunalwahl am 14. Mai 2023 wurden insgesamt neun Sitze vergeben. Diese fielen erneut alle an die Kommunale Wählergemeinschaft Haale. Die Wahlbeteiligung betrug 58,0 %.

### Wappen
Blasonierung: „Über rotem Flachzinnenschildfuß in Silber eine eingebogene gestürzte blaue Spitze, darin drei silberne fliegende Vögel.“

## Wirtschaft
Das Gemeindegebiet ist überwiegend landwirtschaftlich geprägt.

## Persönlichkeiten
- Der Heimatdichter Timm Kröger (1844–1918) und sein Neffe, der kaiserliche Baurat und Kirchenbaumeister Jürgen Kröger (1856–1928), wurden in Haale geboren.
- Der Maler, Zeichner, Bildhauer und Architekt Ingo Kühl (* 1953) arbeitete als freier Mitarbeiter 1976–1982 im Architekturbüro Dr. Jüchser & Ressel in Haale.